# LUKS
LUKS（Linux Unified Key Setup）とは、Linuxに実装するためにClemens Fruhwirthが考案したディスク暗号化の仕様。他の多くのディスク暗号化ソフトウェアが非公開の異なる暗号化手法を用いているのに対し、LUKSは多くのソフトウェアから利用可能な、プラットフォームから独立した仕様として設計されている。これは異なるシステム間での相互運用性を保証するだけでなく、暗号がデータにアクセスするパスワード管理を公開された仕様に基づいて行うということをも意味する。
Linuxでは、バックエンドにdm-cryptサブシステムを用いて実装されている。また、Microsoft WindowsではFreeOTFEを用いることができる。

## 利用法

### RHELまたはCentOS等の互換OS
通常はオペレーティングシステムのセットアップ時に暗号化を指定してボリュームを作成するが、セットアップ後であっても暗号化ボリュームを作成して利用することも可能である。